# 細見站
細見站（日语：／ Hosomi eki */?）是位於宮崎縣延岡市細見町，高千穗鐵道的高千穗線車站（廢站）。

## 歷史
- 1957年（昭和32年）2月1日 - 此站啟用。
- 1987年（昭和62年）4月1日 - 伴隨國鐵分割民營化，車站由九州旅客鐵道（JR九州）營運[1][2][3]。
- 1989年（平成元年）4月28日 - 高千穗線由高千穗鐵道接管，成為高千穗鐵道高千穗線車站[4]。
- 2005年（平成17年）9月6日 - 受到颱風彩蝶吹襲九州，使高千穗鐵道全線暫停服務。
- 2007年（平成19年）9月6日 - 高千穗線延岡站至此站之間廢止，此站廢止。

## 車站構造
車站是一座地面車站，設有1面1線的單式月台。此站是無人車站。月台上設有候車室。

## 使用狀況
在2003年度，1日平均乘車人次為4人。

## 車站周邊
- 國道218號（日语：国道218号）
- 五瀨川（日语：五ヶ瀬川）[4]
- JA細見出張所

## 相鄰車站
高千穗鐵道
高千穗線
行縢－細見－日向岡元

## 注腳
1. ↑  九州鉄道百年祭実行委員会・百年史編纂部会 (编).  初版. 九州旅客鉄道. 1988: 181 （日语）.
2. ↑  『交通年鑑 昭和63年版』 交通協力會，1988年3月。
3. ↑  今村都南雄 『民営化の效果と現実NTTとJR』 中央法規出版，1997年8月。ISBN 978-4805840863
4. 1 2  鈴木文彥. . 鐵道雜誌 (鐵道雜誌社). 1997-03, 31 (3): 76–83.
5. ↑  宮崎縣統計年鑑